# Сигнальщик

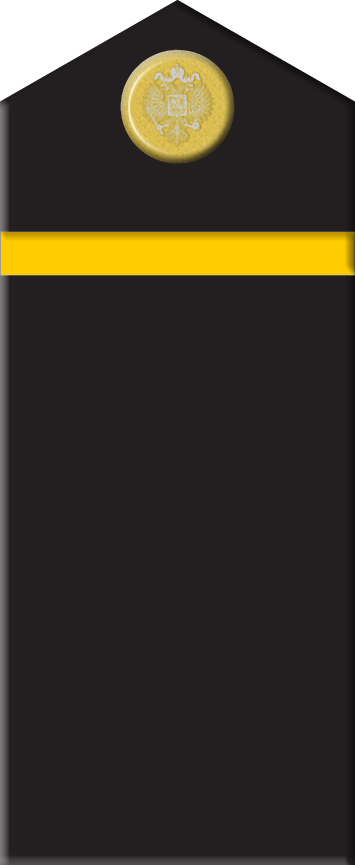
Погон сигнальщика Русского флота.

Сигнальщик — строевой нижний чин специалиста 1-го, 2-го и 3-го разрядов Русского флота, должность и лицо находящееся на ней, матрос или старшина на корабле или береговом посту, выполняющий обязанности по ведению наблюдения и передаче информации (сигналов, сведений) семафорной или флажной азбукой.
Специальность сигнальщика на флоте России была введена в 1869 году. Также существовал старший строевой нижний чин во флоте — Старший сигнальщик. В сухопутных войсках для подачи сигналов также могли назначаться военнослужащие, называемые сигнальщиками.

## История
Сигнальщик на корабле входит в состав боевой части связи (БЧ-4), а внутри неё, как правило, в состав отделения сигнальщиков. По боевому расписанию, а также расписанию вахт и дежурств, сигнальщику назначается сектор наблюдения. В пределах его он ведёт наблюдение и передаёт и принимает сигналы. Сектора выбираются с таким расчётом, чтобы обеспечить круговое наблюдение с перекрытием.
На подводных лодках сигнальщик совмещает несколько специальностей, и входит в состав команды рулевых-сигнальщиков.
Сигнальщик в Русском флоте Вооружённых сил Российской империи принадлежал к категории матросы и относился к специалистам флота. Для подготовки специалистов и старших специалистов-сигнальщиков из нижних чинов, а также и унтер-офицеров служила школа рулевых и сигнальщиков, а также флотские учебные команды.
| Младший строевой нижний чин: Гальванёр и Матрос 1-й статьи | Рулевой, марсовой и сигнальщик | Старший строевой нижний чин: Квартирмейстер и старшие: минёр, комендор, гальванёр, рулевой, марсовой и сигнальщик |

## Галерея

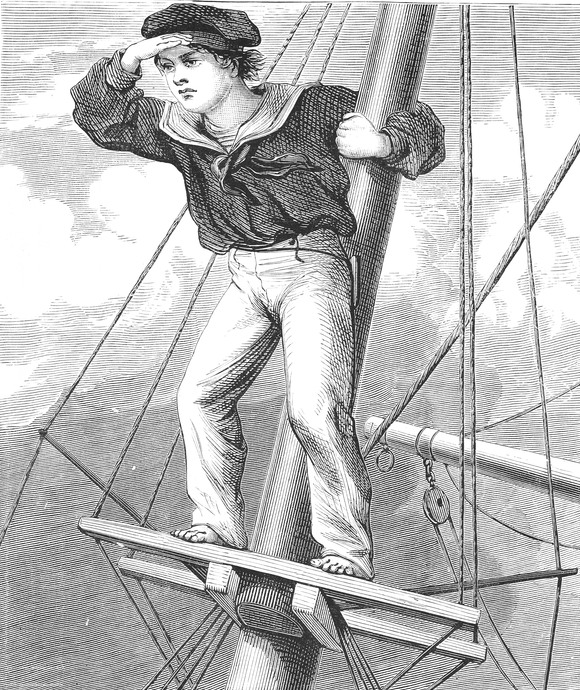
Сигнальщик на парусном корабле.
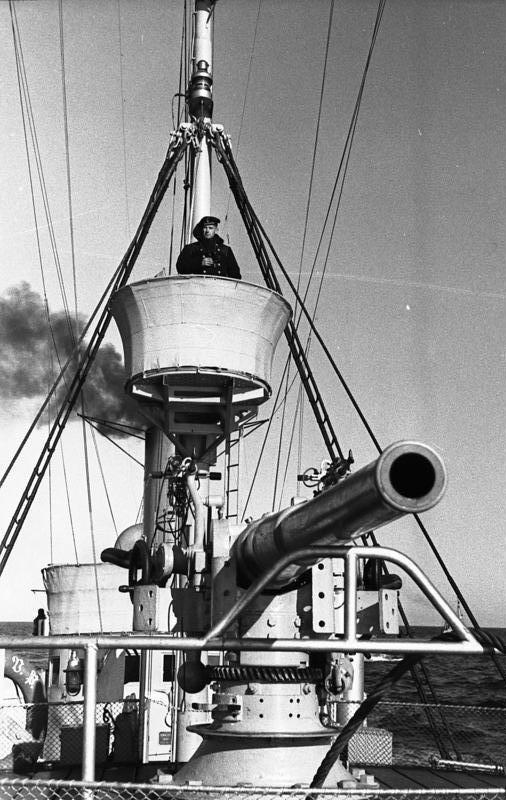
Сигнальщик на немецком патрульном катере, 1939 год.
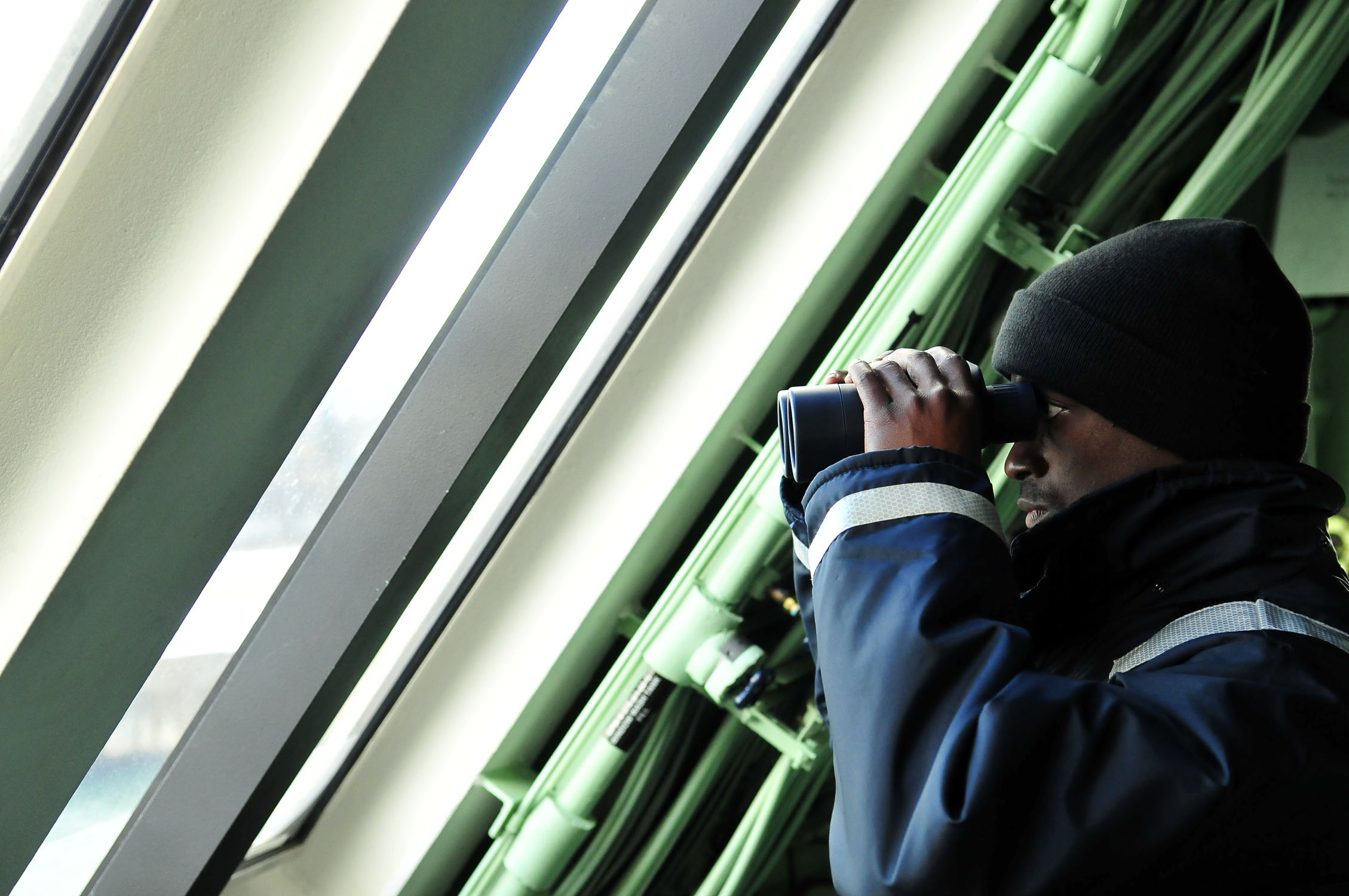
Сигнальщик на американском корабле.
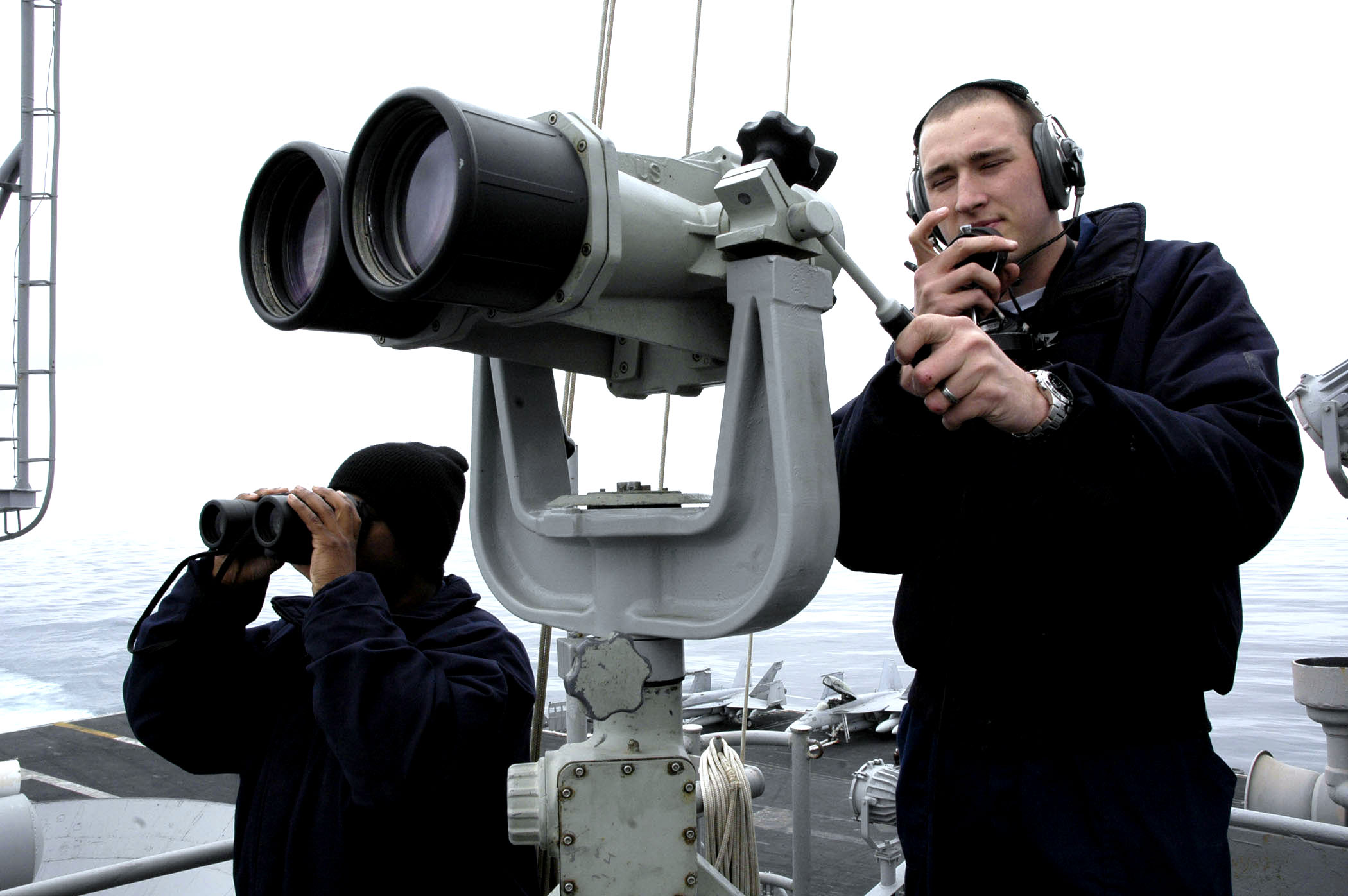
Сигнальщики на корабле.